# 세네갈의 국기

세네갈의 국기 비율 2:3

세네갈의 국기는 1960년 8월 20일, 말리 연방에서 분리됨과 동시에 제정되었다. 범아프리카색인 초록색, 노란색, 빨간색 세 가지 색의 세로 줄무늬 바탕 가운데에는 한 개의 초록색 별이 그려져 있다.
말리의 국기와는 가운데 초록색 별의 유무로 구분할 수 있다(정확히는 세네갈의 국기에 있는 초록색이 더 진하다).
현재의 국기는 1959년 4월 4일에 제정된 말리 연방의 국기의 가운데 부분에 그려져 있었던 흑인 형상의 디자인을 한 개의 초록색 별 모양의 디자인으로 바꾼 형태의 디자인이다.

## 색상
| 색상 | 초록               | 노랑                 | 빨강                |
| ---- | ------------------ | -------------------- | ------------------- |
| RGB  | 0–133–63 (#00853F) | 253–239–66 (#FDEF42) | 227–27–35 (#E31B23) |

## 역대 세네갈의 국기

1958년 11월 25일 ~ 1959년 4월 4일
1959년 4월 4일 ~ 1960년 8월 20일